# SouthEast Airlines
SouthEast Airlines je bila slovenska letalska družba s sedežem v Trbovljah, ustanovljena s slovenskim kapitalom kot d.o.o.. Ponujala je čarterske polete na območju evrope, delovala je po principu ACMI. Prvi let je bil predviden za junij 2021. Letalska družba ni nikoli imela slovenskega AOC-ja ampak si je za delovanje izposojala druge podizvajalce sodelovali so z Malteško družbo z najetim Airbus A320 in  delovali iz Prištine, Kosovo. Družba je za usposabljanje pilotov sodelovala eksluzivno samo z letalsko šolo iz Slovenjskih Konjic. V sloveniji družba ni našla strateškega vlagatelja in se je leta 2022 prodala kupcem na Kosovo, s tem se je tudi slovenski ekonomski interes umaknil od družbe.

## Flota
Leteli so z enim letalom Airbus A320. Do konca leta 2023 so planirali floto razširili na 6 letal Airbus A320.
| Letalo      | V uporabi | Naročila | Sedeži | Sedeži | Sedeži | Sedeži | Opombe |
| Letalo      | V uporabi | Naročila | F      | B      | E      | Skupaj | Opombe |
| ----------- | --------- | -------- | ------ | ------ | ------ | ------ | ------ |
| Airbus A320 | -         | 1        | —      | —      | 180    | 180    |        |
| Skupaj      | 0         | 1        |        |        |        |        |        |